# Тингейярсвейт
Ти́нгейярсвейт (исл. Þingeyjarsveit, исландское произношение: [ˈθiŋkˌeiːjarˌsveit]) — община на севере Исландии в регионе Нордюрланд-Эйстра. В 2021 году в общине на 5972 км² проживало 852 человек.
На территории общины расположены водопад Годафосс и один из крупнейших лесов Исландии — берёзовый лес Вагласкоугюр (исл. Vaglaskógur), вдоль реки Фньоускау.

## История
Сельская община Тингейярсвейт была образована 15 ноября 2001 года в результате объединения четырёх небольших сельских общин — Хаульсхреппюр, Льосаватнсхреппюр, Баурддайлахреппюр и Рейкдайлахреппюр. В апреле 2008 года община Адальдайлахреппюр вошла в состав Тингейярсвейт.
Название общины происходит от небольшого острова Тингей на реке Скьяульвандафльоут, который упоминается в древних сагах как место весеннего тинга северной четверти во времена исландского народовластия.

## География
Территория общины находится большей частью внутри острова Исландия, по обе стороны от реки Скьяульвандафльот, берущей свой начало из ледника Тунгнафедльсйёкюдль на высокогорье в центре острова. Только на севере небольшой участок выходит к побережью залива Скьяульванди (включая остров Флатей). Из-за наличия многочисленных ледниковых рек Тингейярсвейт богат водными ресурсами.
Земли Тингейярсвейт граничат на востоке с землями общины Скутюстадахреппюр, на северо-востоке с землями Нордюртинг. На северо-западе община граничит с небольшой общиной Гритюбаккахреппюр, на востоке с Эйяфьярдарсвейт, а на юге к Тингейярсвейт примыкают незаселённые земли общин Аусахреппюр и Скаптаурхреппюр.
В Тингейярсвейт есть несколько фермерских усадеб, дачных посёлков и только один населённый пункт — селение Лёйгар, которое является административным центром общины. В 2021 году населения Лёйгар составляло 109 человек.

## Инфраструктура
По территории общины проходит участок кольцевой дороги Хрингвегюр 1. Имеется три дороги регионального значения — Викюрскардсрвегюр 84, Нордёйстюрвегюр 85, Кисильвегюр 87 и несколько дорог местного значения — Вадлахейдарвегюр 832, Идлюгастадавегюр 833, Фньоускадальсвегюр-Вестри 834, Фньоускадальсвегюр-Эйстри 835, Вагласкоугарвегюр 836, Баурдардальсвегюр-Вестри 842, Люндарбреккювегюр 843, Баурдардальсвегюр-Эйстри 844, Адальдальсвегюр 845, Эйстюрхлидарвегюр 846, Стапнсвегюр 847, Ут-Киннарвегюр 851, Сандсвегюр 852, Хваммавегюр 853, Стадарбрёйт 854, Фагранесвегюр 855 и Лахсаурдальсвегюр 856.
Также есть высокогорные дороги — одна основная Спрейнгисандслейд F26, и три местного значения — Скагафьярдарлейд F752, Флатейярдальсвегюр F899 и Драгалейд F881, открытых для движения в летний период и только для транспортных средств повышенной проходимости.
Практически возле границ Тингейярсвейт в соседних общинах есть три аэропорта: международный в Акюрейри, местный в Хусавик и небольшой аэропорт в Рейкьяхлид возле озера Миватн.

## Население
Источник: Mannfjöldi eftir kyni, aldri og sveitarfélögum 1998-2021 (исл.). hagstofa.is. Reykjavík: Hagstofa Íslands [Статистическая служба Исландии]. Дата обращения: 16 октября 2021.

## Галерея

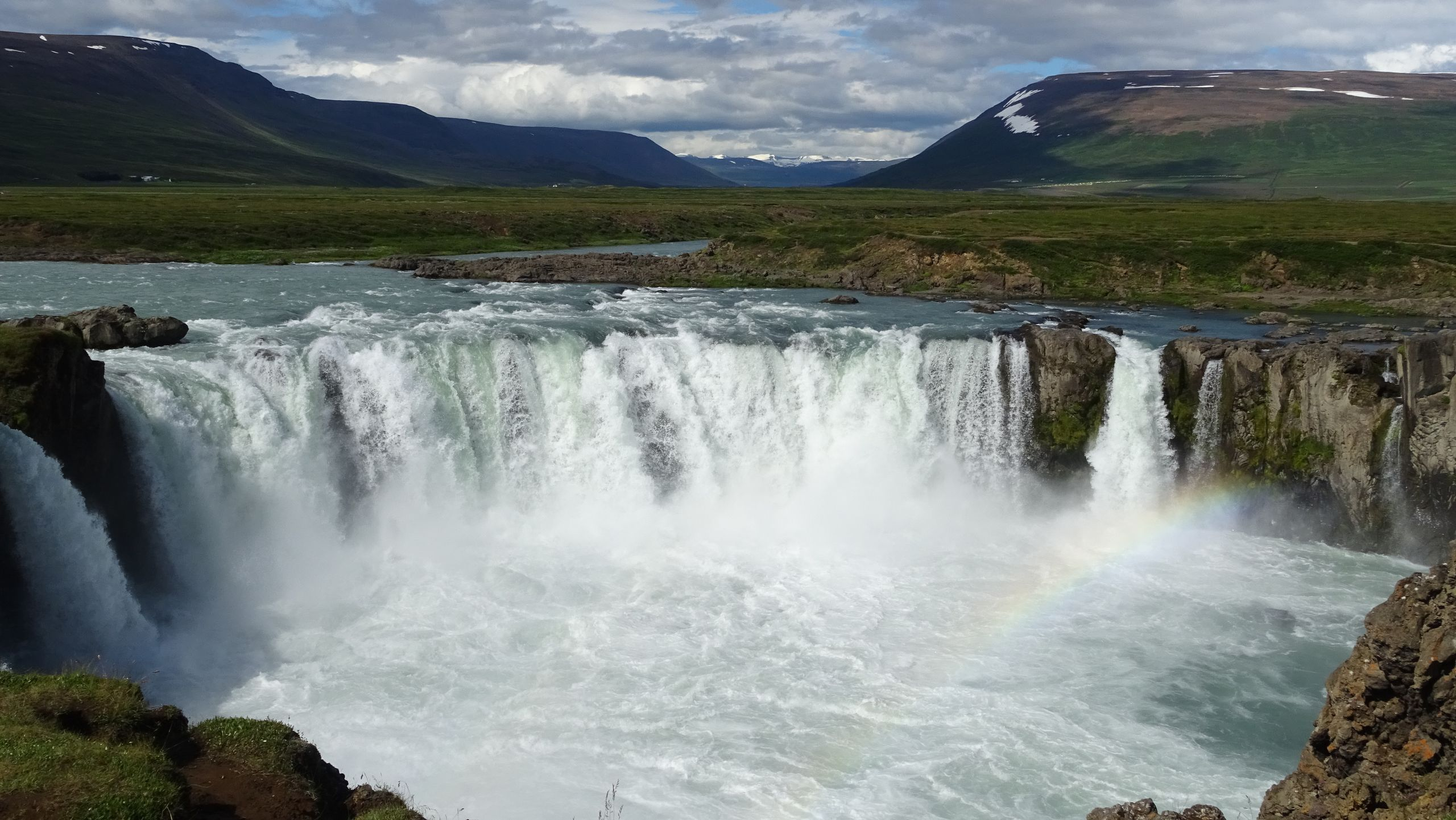
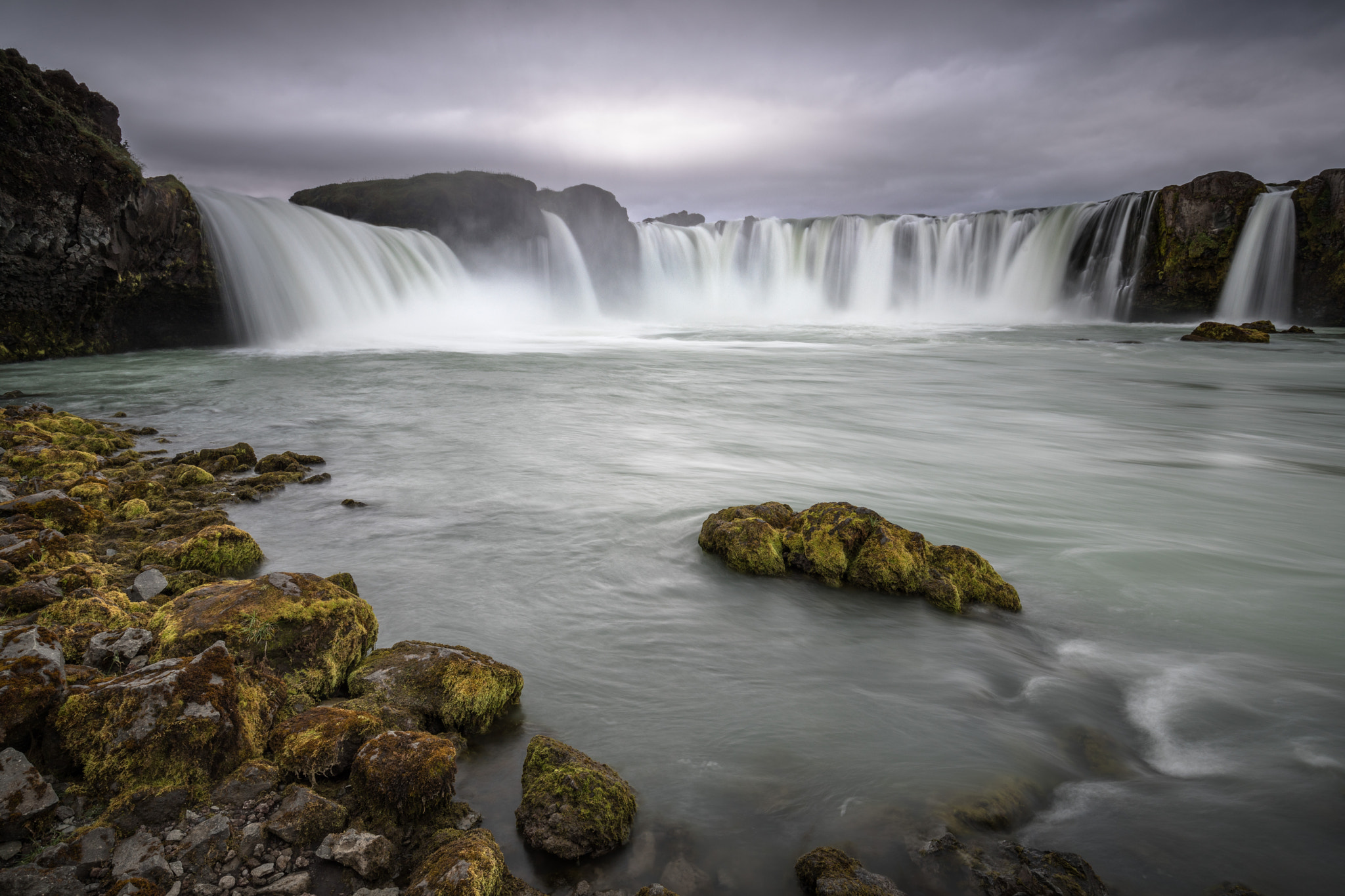
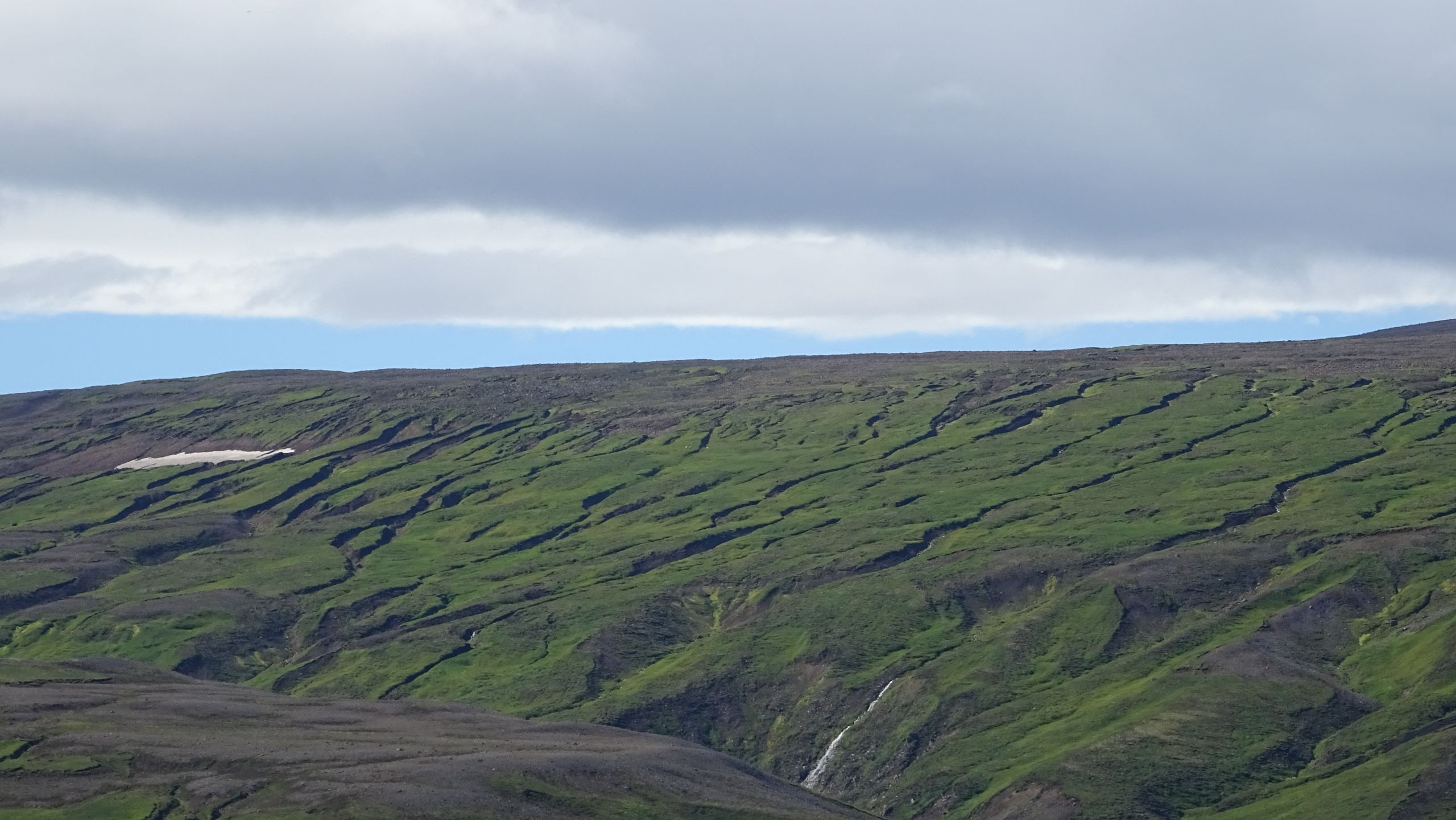
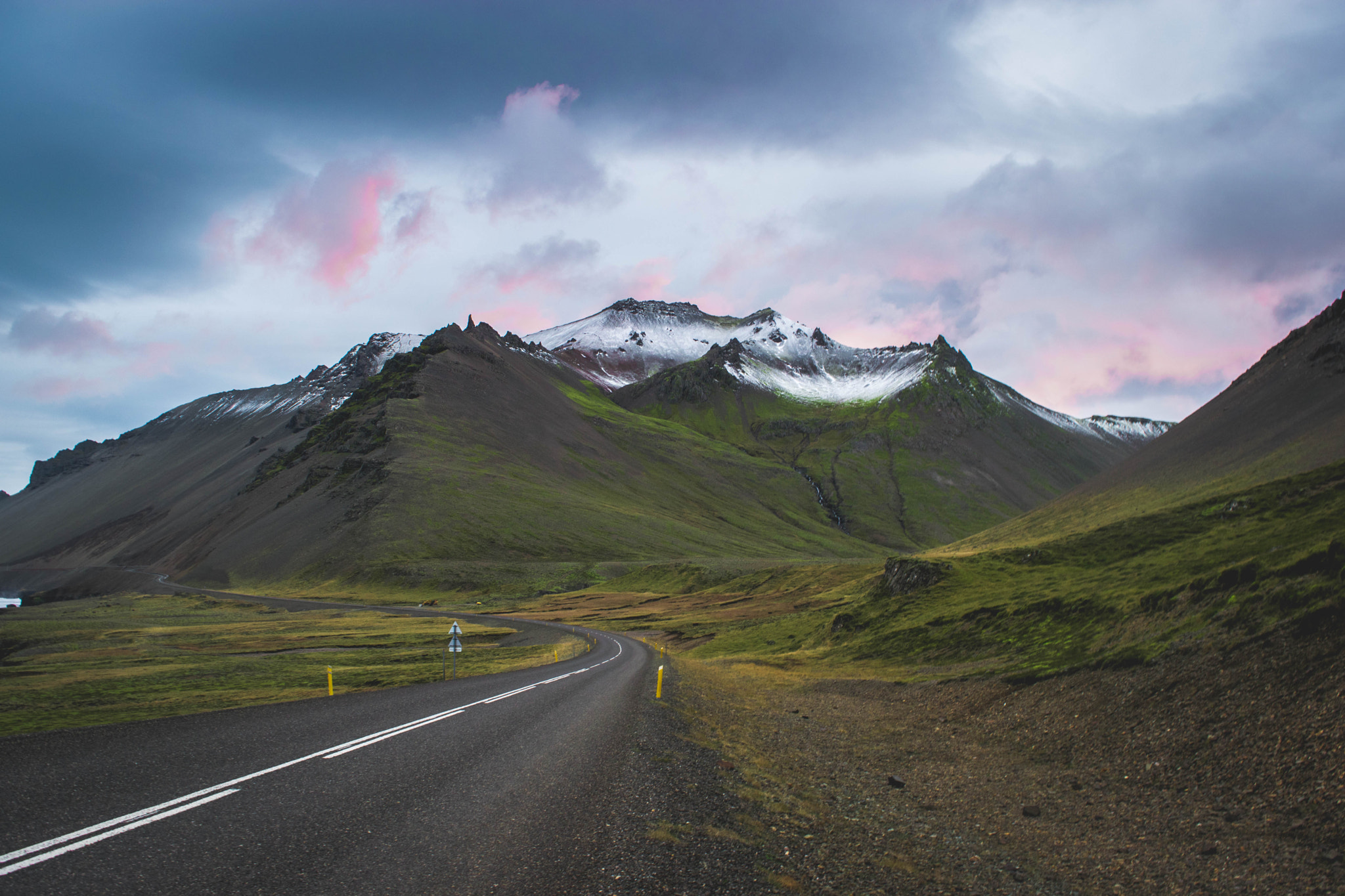
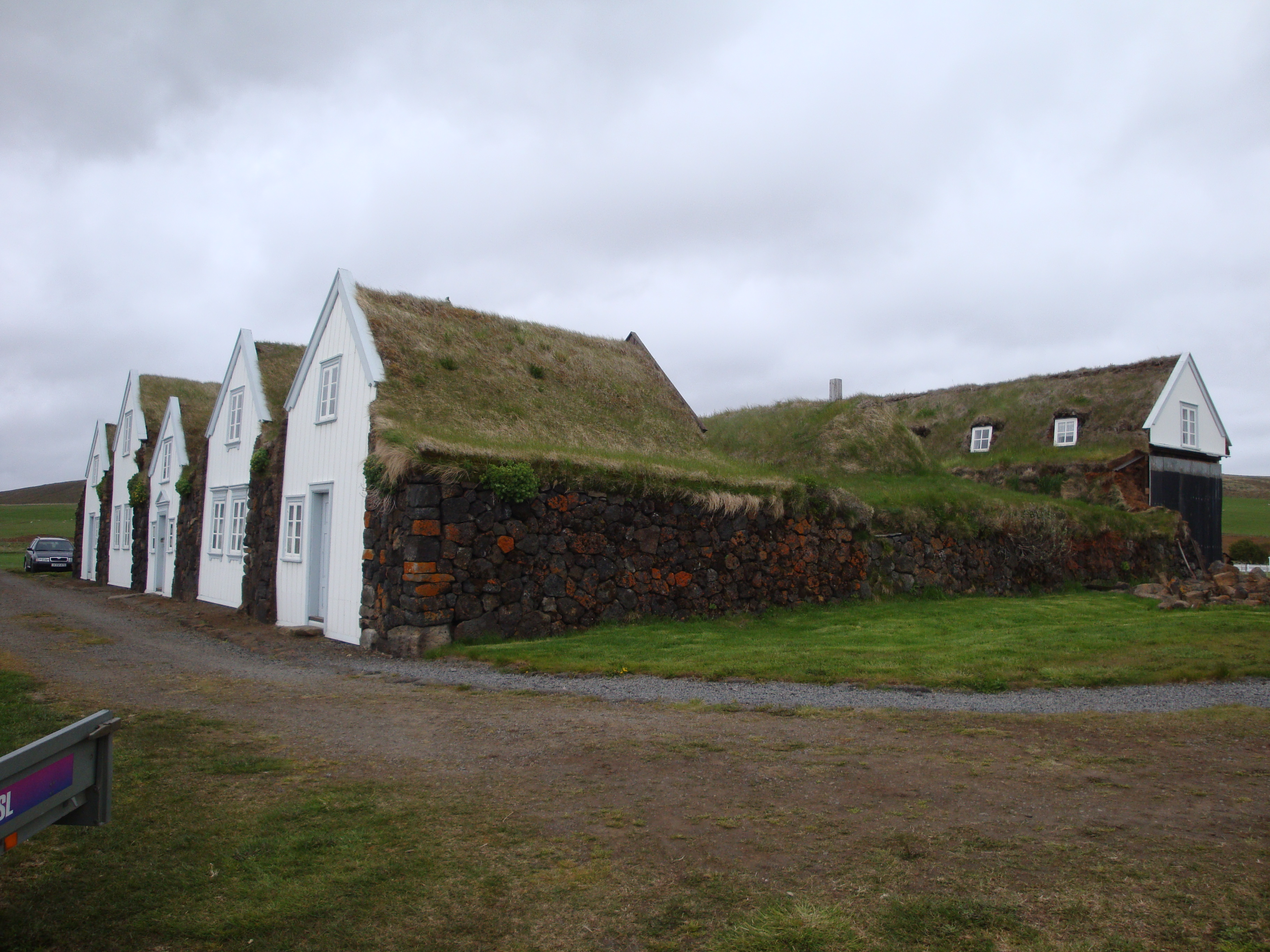